# Suwijak Moonkeaw
Suwijak Moonkeaw (thailändisch สุวิจักขณ์ มูลแก้ว; * 1. November 2001 in Chiangmai), auch als Frank bekannt, ist ein thailändischer Fußballspieler.

## Karriere
Suwijak Moonkeaw stand bis Ende Juli 2022 beim Thai League 3Drittligisten Siam FC unter Vertrag. Mit dem Verein aus Nonthaburi spielte er mindestens 24-mal in der Bangkok Metropolitan Region der Liga. Ende Juli 2022 wechselte er in die Northern Region der Liga. Hier schloss er sich in Chiangmai dem Maejo United FC an. Nach zwei Spielzeiten unterschrieb er im Juli 2024 einen Vertrag beim Zweitligisten Chiangmai United FC. Sein Zweitligadebüt gab Moonkeaw am 25. August 2024 (3. Spieltag) im Auswärtsspiel gegen den Aufsteiger Mahasarakham SBT FC. Bei der 3:1-Niederlage wurde er in der 68. Minute für Akkarin Pittaso eingewechselt.